# آرونسبرگ (بخش واشنگتون پسیلوانیا)
آرونسبرگ، شهرستان واشینگتن، پسیلوانیا (به انگلیسی: Aaronsburg, Washington County, Pennsylvania) در ایالات متحده آمریکا با جمعیت ۲۵۹ نفر است که در پنسیلوانیا واقع شده‌است.